# شناسنامه خلوت
شناسنامه خلوت سومین مجموعهٔ بکتاش آبتین، شاعر، کارگردان و زندانی سیاسی ایرانی، است که در سال ۱۳۸۴ به چاپ رسید.
این مجموعه، اشعار آزاد شاعر را شامل می‌شود.

## مشخصات و درونمایه کتاب
سومین مجموعه بکتاش آبتین که در سال ۱۳۸۴ توسط نشر «بوتیمار» در مشهد به چاپ رسید، «شناسنامه خلوت» نام داشت. این کتاب شامل هفتاد شعر کوتاه در قالب سپید بود و شعرهایی مرگ‌اندیش، عاشقانه، اجتماعی و زندگی‌محور را شامل می‌شد. اشعار این مجموعه از لحاظ فرم بیشتر به قالب‌هایی نظیر هایکو و تانکا شبیه بود و از نظر محتوا به مسائل انسانی با تکیه بر مقوله زن و دغدغه‌های اجتماعی می‌پرداخت. بکتاش آبتین در شناسنامه خلوت از شکستن ساخت و فرم زبان به شکل افراطی دوری کرد و دست به ایجاد تصویر از دل زبان زد. در این کتاب که تلفیقی از شعر و طراحی‌های «فرشید ابراهیمی» است، نه از حروف چاپی، بلکه از دستخط خود شاعر استفاده شد.

## نقد و نظر
شهرنوش پارسی‌پور، نویسنده و منتقد، این مجموعه (و مجموعهٔ مژه‌ها چشم‌هایم را بخیه کرده‌اند را) را تحت‌تاثیر اشعار بیژن نجدی می‌داند و مواردی مانند جان دادن به اشیا و توجه به عرفان ذن را شاهدی بر این استقبال ذکر می‌کند، هرچند آن را تقلید نمی‌داند.